# Теребовлянський музей-майстерня
Теребовлянський музей-майстерня — музей-майстерня у місті Теребовлі на Тернопільщині.

## Відомості
Заснований 29 серпня 1999 р., як краєзнавчий музей за ініціативою та стараннями Мирослава Смалиги й Ігора Зінчишина, які розпочали збір експонатів ще у 1996 р.. 
На благочинні кошти Р. Бернадського та Б. Легенького відреставровано будинок, у якому нині міститься музей--майстерня.
25 травня 2017 р. Теребовлянський районний краєзнавчий музей перейменовано у Теребовлянський музей-майстерню.
Працівники музею взяли активну участь у підготовці до друку низки історико-краєзнавчих видань («Історії міст і сіл Теребовлянщини», «Мандрівка по Теребовлі і Теребовлянщині», «Теребовлянський замок», «Просвіта на Теребовлянщині», «Історія села Глещава», «Календар альманах Теребовлянщини»). Історико-краєзнавчий музей у Теребовлі є одним із засновників краєзнавчого часопису «Теребовлянщина» (редакційна колегія: А. Куліковський, М. Смалига, М. Ковальчук, Г. Кушнерик).

## Експозиція та фонди, структура
Теребовлянський районний краєзнавчий музей розташований в реставрованому поверховому будинку із семи кімнат, в яких розміщені експонати, і складається із 8 розділів:
- Археологія;
- Княжий період (Х-XIV ст.ст.);
- Теребовлянщина в період середньовіччя (1349-1772 рр.);
- Теребовлянщина в складі Австро-угорської імперії (1772-1918 рр.);
- Друга світова війна (1939-45 рр.);
- Розвиток національно-визвольного руху у 40—90-х роках ХХ століття;
- Теребовлянщина на шляху до свободи та самостійності;
- Кімната патріарха УГКЦ Йосипа Сліпого.

У виставковій залі є постійно діюча виставка дереворитів Остапа Пасіки (загалом 117 робіт).
У фондах музею зберігаються археологічні пам'ятки трипільської та черняхівської культур, періоду Київської Русі та Середньовіччя.
Серед унікальних експонатів — цитра українського композитора Євгена Купчинського.
Етнографічні матеріали розповідають про життя та побут селян кінця XIX — початку ХХ століть.
Один із залів музею на другому поверсі висвітлює визвольні змагання та жертви більшовицького терору.

## Працівники

### Очільники
- Ігор Зінчишин (1999—2017, від ?)
- Володимир Худий (2017—2021)
- Ярослав Ярошевський (2021-)